# Tabula alimentaria traianea

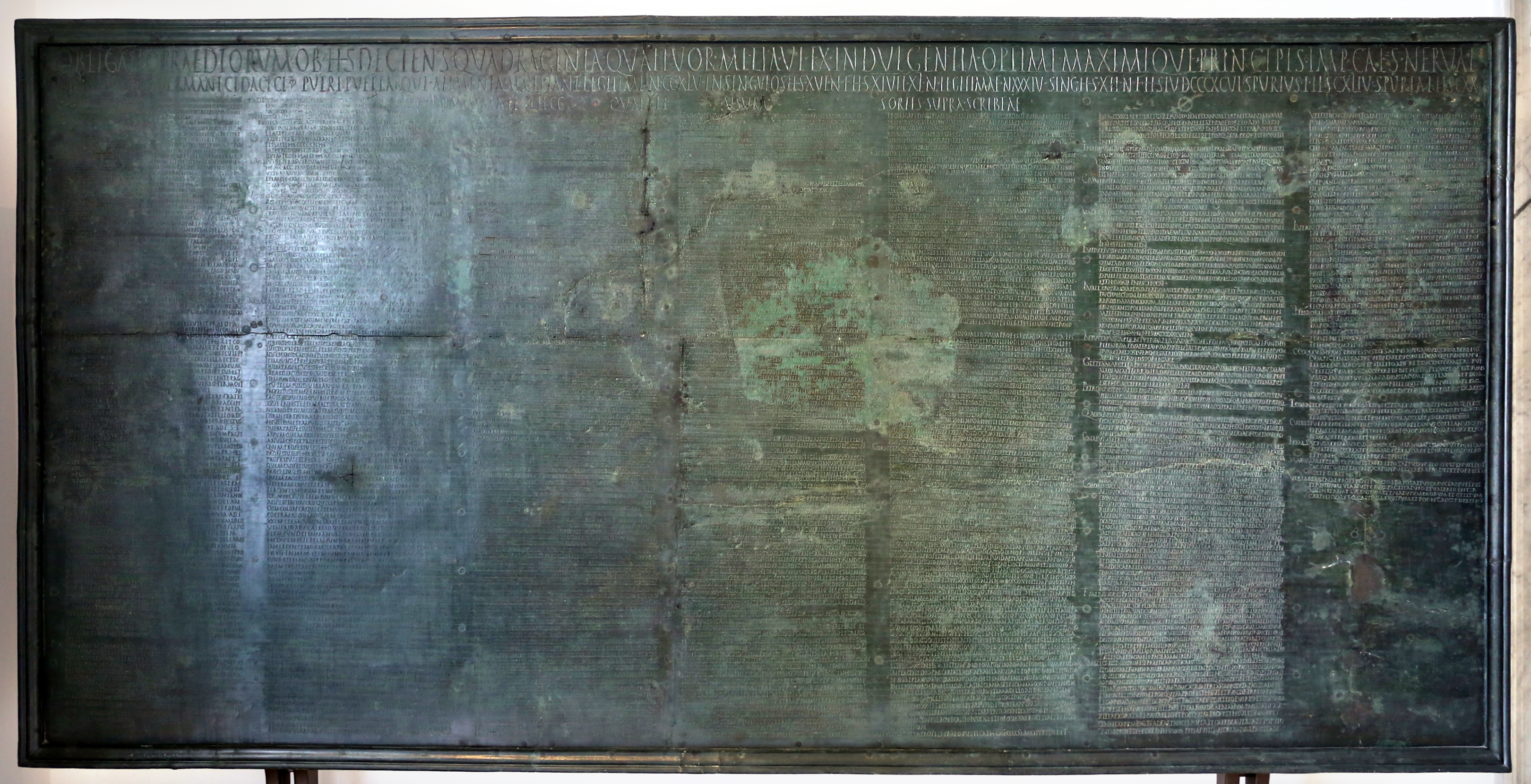
Tabula alimentaria triaianea

La tabula alimentaria traianea è un'iscrizione bronzea rinvenuta nei pressi di Veleia, frazione di Lugagnano Val d'Arda, in provincia di Piacenza e conservata nel museo archeologico nazionale di Parma.
Si tratta della più grande iscrizione d'epoca romana, alta 1,38 e larga 2,86 m.

## Storia
La tabula rappresenta l'istituzione degli Alimenta per la città di Veleia, originariamente voluti dall'imperatore Nerva e poi portati avanti da Traiano, si trattava di prestiti di forma ipotecaria concessi ai proprietari terrieri obligatio praediorum i cui interessi erano devoluti al mantenimento di fanciulli indigenti, con il duplice intento di incrementare le attività agrarie e sostenere le famiglie povere per contrastare lo spopolamento delle campagne, garantendosi, così, future generazioni di soldati e contadini. La prima istituzione alimentaria riguardante Veleia venne fatta nel 101 d.C. e fu seguita, poi, da un'altra.
Il suo rinvenimento avvenne nel maggio 1747, in circostanze casuali, ad opera di don Giuseppe Rapaccioli, arciprete di Macinesso, durante i lavori di sistemazione di un campo nei pressi della pieve di S.Antonino. Ignorando il valore del ritrovamento, i frammenti della tavola furono, poi, venduti ad alcune fonderie della zona con l'intento di ricavarne denaro. Il conte Giovanni Roncovieri , venuto in possesso di uno dei frammenti e capitone il valore, riuscì a salvare la tabula dalla distruzione acquistando i vari frammenti insieme al conte Antonio Costa, canonico della cattedrale di Piacenza.
Nel 1749, gli studiosi Lodovico Muratori e Scipione Maffei giunsero, in modo autonomo, al riconoscimento del reperto rinvenuto nella tabula alimentaria traianea, iscrizione riguardante il prestito fondiario ipotecario disposto dall'imperatore Traiano, e finalizzato, tramite il denaro raccolto sotto forma di interessi, a sostenere i fanciulli indigenti. Muratori arrivò anche a sostenere che la zona in cui era stata trovata la tavola fosse il luogo in cui sorgeva l'antica città di Veleia.
Nel 1760, grazie all'interessamento del segretario di stato Guillaume du Tillot, la tavola divenne di proprietà del duca Filippo I di Parma che, parallelamente fece partire gli scavi per riportare alla luce Veleia. Nel giro di qualche mese, inoltre Filippo fondò a Parma, in modo da contenere i ritrovamenti veleiati, il Ducale Museo di Antichità, poi divenuto museo archeologico nazionale., dove, tuttavia non fu inizialmente esposta la tabula a causa dell'inadeguatezza egli spazi dedicati all'esposizione dei reperti. La tavola venne, quindi, portata alla Regia accademia delle belle arti. Nel luglio del 1801, su iniziativa del direttore del museo archeologico di Parma Pietro De Lama, la tabula venne trasferita al museo.
Nel 1803 il barone Dominique Vivant Denon, direttore generale del Musée Central des Arts di Parigi, ottenne da Moreau de Saint-Méry, amministratore generale di Parma, Piacenza e Guastalla per conto di Napoleone, l'autorizzazione a trasferire a Parigi alcuni beni veleiati, tra i quali figurava anche la tabula. A Parigi giacque chiusa in una cassa all'interno dei magazzini del Musée Central fino al 1816 quando fu riportata a Parma insieme ad altri reperti, tra cui la Lex Rubria de Gallia Cisalpina.
Nel 1817 Pietro De Lama riuscì ad ottenere i finanziamenti per il restauro della tabula, affidato all'incisore e meccanico Pietro Amoretti: in questi lavori gli undici frammenti in cui la tabula era divisa vennero uniti con la sola forza della pressione, oltre a ciò vennero operati dei ritocchi minori con colori ad olio, vennero inseriti 45 tasselli di bronzo e venne preparata una cornice di rovere dorata, in sostituzione di quella originale marmorea di cui si erano salvati solo pochi frammenti.
L'iscrizione fu pubblicata per la prima volta nel 1819 a cura di Pietro De Lama, con caratteri appositamente intagliati dai Fratelli Amoretti per riprodurre fedelmente la Tabula.

## L'iscrizione

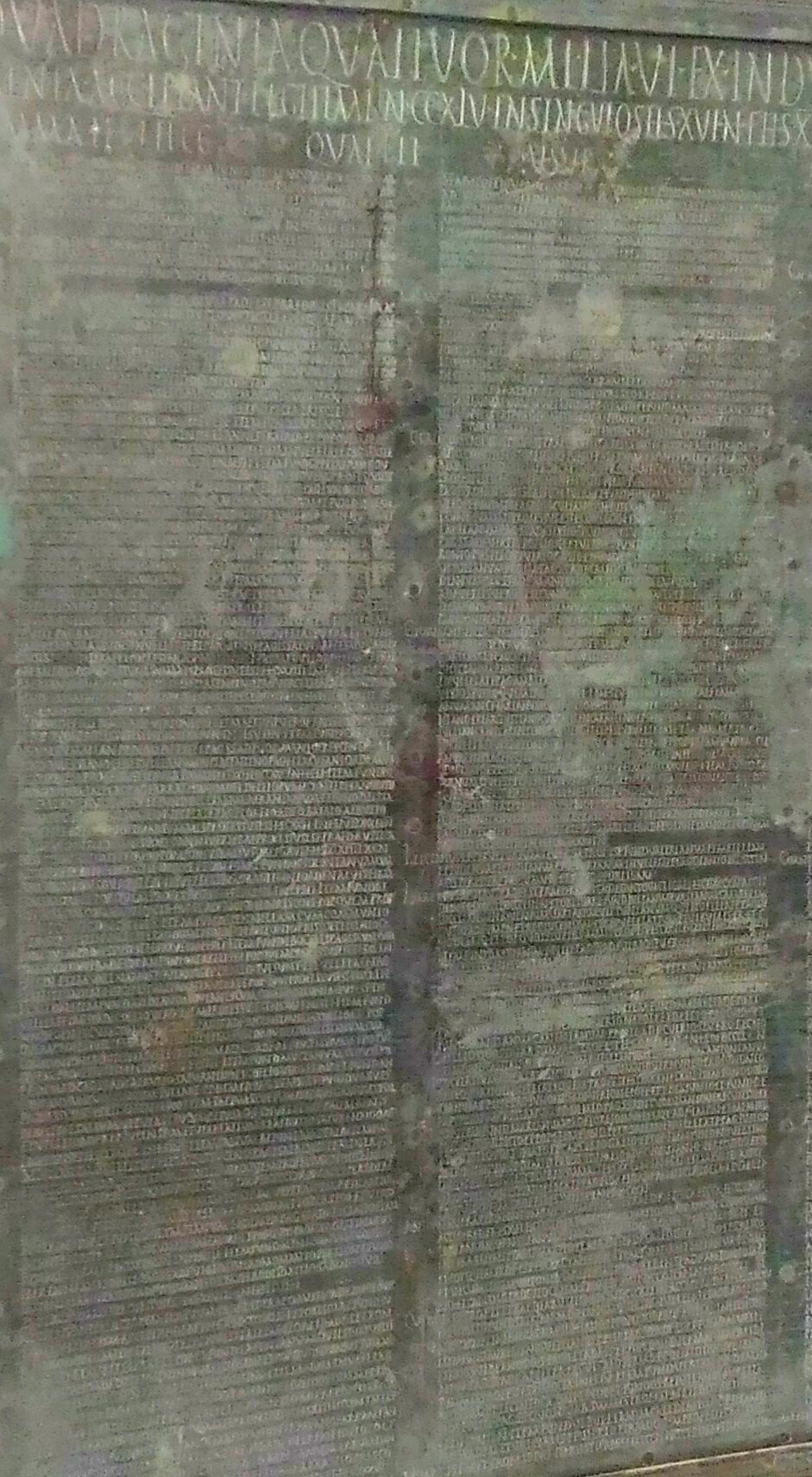
Particolare centrale della Tabula alimentaria triaianea

Il testo riporta, in sei colonne, due serie di obbligazioni, cinque del 101 per un totale di 72 000 sesterzi e quarantasei, comprese tra il 106 e il 114, per un totale di 1 044 000 sesterzi. Le rendite, calcolate con interesse al 5%, venivano distribuite in natura o contanti a 246 ragazzi e a 35 ragazze. Il sussidio distribuito ammontava a 16 sesterzi mensili per i ragazzi legittimi, 12 sesterzi per le ragazze legittime e per l'unico ragazzo illegittimo e 10 sesterzi per l'unica ragazza illegittima.
La somma del prestito era divisa tra i beneficiari in funzione della dimensione del loro possedimento; i beneficiari provenivano non solo da Veleia, ma anche dalle città di Piacenza, Parma, Libarna e Lucca. La descrizione, accurata e regolare, delle obbligazioni comprende: il nome del proprietario del fondo, il nome dell'intermediario incaricato della descrizione, la stima del valore delle proprietà, la somma corrisposta, il nome della proprietà e di due confinanti, l'uso del suolo, la collocazione nel pagus e in alcuni casi nel vicus.
Questa grande mole di dati offre uno spaccato dell'organizzazione agricola del territorio nel II secolo e preziose indicazioni toponomastiche e onomastiche, tra cui il persistere di popolazioni locali di origini ligure o celtica, a fianco dei nomi latini.